# Chanabad (Afghanistan)
Chanabad (Paschtu/Dari: خان آباد, DMG Ḫān Ābād) ist eine Stadt in der afghanischen Provinz Kundus mit, nach offiziellen Angaben, etwa 49.940 Einwohnern und Hauptstadt des gleichnamigen Distrikts.
Chanabad ist in erster Linie eine traditionelle Basarstadt mit schwach entwickelter Infrastruktur. Dank des weiten agrarischen Einzugsbereiches und dessen Überschussproduktion besitzt die Stadt einen der größten Getreidemärkte Afghanistans.

## Geographie
Chanabad befindet sich in Nordostafghanistan, etwa 270 km nördlich von Kabul, 25 km westlich von Kundus auf einer Höhe von 496 m.

## Geschichte
Von 1888 bis 1937 war Chanabad die größte und führendste Stadt des Qataghan. Die Verlegung der Provinzverwaltung nach Baglan wegen der damaligen Malariagefahr bedeutete einen empfindlichen Funktionsverlust.